# Спинадеско
Спинадѐско (на италиански: Spinadesco, на местен диалект: Spinadesch, Спинадеск) е село и община в Северна Италия, провинция Кремона, регион Ломбардия. Разположено е на 48 m надморска височина. Населението на общината е 1523 души (към 2016 г.).